# La Coyota
La Coyota es una película mexicana de 1987 dirigida por Luis Quintanilla Rico y protagonizada por Beatriz Adriana, Juan Valentín, Jorge Vargas y Miguel Ángel Rodríguez.

## Argumento
La amarga vida de Rosalba (Adriana), una mujer que ha sido abusada por el poder desde la infancia. Ella se vuelve una mujer fría y sin corazón, viviendo solo por venganza y odio, siendo apodada «La Coyota». Sin embargo, ella abre su corazón hacia el Dr. Ramiro Fuentes (Vargas), pero el hecho de que Rosalba ha enamorado sin darse cuenta a Chencho (Valentín).

## Reparto
| Actor                  | Personaje                     | Notas                             |
| ---------------------- | ----------------------------- | --------------------------------- |
| Beatriz Adriana        | Rosalba                       |                                   |
| Juan Valentín          | Chencho                       |                                   |
| Jorge Vargas           | Dr. Ramiro Fuentes            |                                   |
| Marco Antonio Solís    | Casimiro                      |                                   |
| Miguel Ángel Rodríguez | Don Julián                    |                                   |
| Lorenzo de Monteclaro  | Justo                         |                                   |
| Roberto Cañedo         | Don Germán, padre de Casimiro |                                   |
| Noé Murayama           | Lucio                         |                                   |
| Carlos y José          | Cantantes                     |                                   |
| Las Jilguerillas       | Cantantes                     |                                   |
| Katy                   | Rosalba, niña                 | Acreditada como La niña Katy      |
| Alfredo Gutiérrez      | Pánfilo                       |                                   |
| Arturo Benavides       | Presidente municipal          |                                   |
| José Chávez Trowe      | Mauro                         |                                   |
| Ernesto Juárez         | Heronio                       |                                   |
| Alfredo Arroyo         | Hermano de Chencho            |                                   |
| Patricia Páramo        |                               |                                   |
| Inés Murillo           | Juana, sirvienta              |                                   |
| María Luciano          |                               |                                   |
| Raúl Valerio           | Don Nabor                     |                                   |
| Ramiro Ramírez         | Peón                          |                                   |
| Jesús Gómez            | Peón                          |                                   |
| José Luis Rojas        |                               |                                   |
| José Luis Avendaño     |                               |                                   |
| Roberto Ruy            |                               |                                   |
| Rubén Márquez          | Peón anciano                  |                                   |
| Arturo Fernández       |                               | Acreditado como Arturo Delgadillo |
| Martín Brek            |                               |                                   |
| Silvia Derbez          | Doña Remedios                 |                                   |